# 3 mai 2009
Le dimanche 3 mai 2009 est le 123e jour de l'année 2009.

## Décès
- John Elsworthy (né le 26 juillet 1931), joueur de football gallois
- Renée Morisset (née le 13 juin 1928), pianiste, professeure québécoise
- Anand Kumar (né le 26 juillet 1947), musicien indien

## Autres événements
- Diffusion sur Game One de La Légende de la pierre de Guelel
- Finale du Tournoi de tennis de Stuttgart (WTA 2009)
- Finale du Tournoi de tennis du Maroc (WTA 2009)
- Grand Prix moto d'Espagne 2009
- Fin du Tour de Romandie 2009
- Diffusion sur Internet de The Hunt for Gollum
- Sortie de l'album Fantasy Ride de la chanteuse américaine Ciara
- Dernier but du footballeur Pavel Nedved à la Juventus